# Elyesa Bazna
Elyesa Bazna, nome in codice Cicero (Pristina, 28 luglio 1904 – Monaco di Baviera, 21 dicembre 1970), è stato un agente segreto albanese.
Operò durante la seconda guerra mondiale a favore della Germania nazista tramite Ludwig Carl Moyzisch, membro del dipartimento di controspionaggio del Reich (Reichssicherheitshauptmat) in Turchia, e poi tramite l'ambasciatore stesso Franz von Papen ad Ankara.

## Biografia
Elyesa Bazna nacque in Kosovo da genitori albanesi e si trasferì in Turchia in giovane età. Bazna servì come cameriere prima presso l'ambasciatore jugoslavo in Turchia e successivamente presso il console tedesco, che lo licenziò perché si accorse che aveva letto la sua posta.
Dal 1942 Bazna fu il cameriere dell'ambasciatore inglese Sir Hughe Knatchbull-Hugessen (1886-1971) ad Ankara. Bazna iniziò a fotografare documenti segreti inglesi il 21 ottobre 1943. Incontrò l'austriaco Ludwig Moyzisch, che lavorava per il Reichssicherheitshauptamt (Direzione generale per la Sicurezza del Reich) sotto la copertura dell'addetto commerciale dell'ambasciata tedesca ad Ankara, chiedendo 20.000 sterline inglesi per 56 documenti che aveva già fotografato. Diventò un agente tedesco a libro paga nel 1943 e gli venne dato il nome in codice di Cicero.
Giustificò il suo astio per il Regno Unito sostenendo che il padre era stato ucciso da un britannico. In realtà si trattava di una semplice scusa per coprire il suo desiderio di denaro: il padre era morto serenamente nel suo letto.

### Spia per i tedeschi
Elyesa Bazna riuscì a sottrarre importanti informazioni su molte conferenze internazionali e raid aerei come quello di Ploieşti ma solo informazioni marginali riguardo all'Operazione Overlord, il nome in codice dello sbarco in Normandia. La British intelligence credeva che Bazna non sapesse parlare inglese e che fosse "troppo stupido" per essere una spia. Moyzisch, nel suo libro pubblicato dopo la guerra, afferma che le informazioni che aveva fornito ai tedeschi erano sufficientemente valide da far sì che essi potessero prepararsi contro gli Alleati in occasione del loro sbarco in Normandia, ma che il Ministero degli Affari Esteri tedesco non avesse creduto alla veridicità delle informazioni per antipatie personali tra il ministro Joachim von Ribbentrop e l'ambasciatore Franz von Papen.
Inoltre l'Abwehr ritenne, quando gli venne chiesto di valutare il materiale, che fosse totalmente inaffidabile.
Durante i primi tre mesi del 1944, Cicero continuò a fornire ai tedeschi copie di documenti presi dall'ufficio e dalla cassaforte del suo datore di lavoro. Il denaro continuava a scorrere e il suo sogno di un futuro benessere sembrava assicurato.
Quando i documenti di Cicero predissero un bombardamento su Sofia (Bulgaria), l'autenticità dell'informazione fu confermata, tanto che Moyzisch disse a Cicero che Hitler era intenzionato a regalargli una villa alla fine del conflitto.

### Fine della carriera di spia
Nel frattempo, Bazna trovava sempre maggiori difficoltà nel continuare la sua attività di spia. Un nuovo sistema di allarme nell'ambasciata britannica rendeva necessario rimuovere un fusibile elettrico ogni qualvolta egli volesse aprire la cassaforte dell'ambasciatore. Inoltre Moyzisch reclutò una nuova segretaria di nome Nele Kapp, la figlia di un alto diplomatico tedesco, che aveva passato buona parte della sua giovinezza in paesi anglofoni.
Nele era nevrotica ed era difficile lavorarci insieme così che Moyzisch decise di licenziarla. Ciò che non sapeva era che lei si trovava in missione per gli Alleati: Nele odiava i nazisti e stava fornendo informazioni all'OSS. Temendo che Miss Kapp smascherasse la sua operazione, Bazna lasciò il servizio di Sir Hughe.
Dall'aprile 1944 le forze naziste in Crimea si ritirarono completamente. Temendo di dover fronteggiare da sole le forze sovietiche avanzanti, se non avessero trovato un accordo con gli Alleati, i turchi rimpiazzarono il loro capo di stato maggiore filotedesco Fevzi Çakmak con Kazım Orbay, che era invece filobritannico.
Nell'agosto 1944 la Turchia peggiorò le relazioni diplomatiche con la Germania e nel febbraio 1945 le dichiarò guerra, quando ormai l'utilità di Cicero era già terminata.

### Dopo la guerra
Per il suo spionaggio Bazna l'Abwehr gli consegnò segretamente 300.000 sterline in contanti. Dopo la guerra cercò di mettersi in affari, ma si scoprì che le banconote con le quali era stato pagato erano contraffatte (vedi operazione Bernhard). Bazna successivamente tentò, senza successo, di citare in giudizio il governo tedesco per mancato pagamento. Passò il resto della vita ad Istanbul, impartendo lezioni di canto e lavorando come venditore di auto usate. Morì a Monaco di Baviera.

### Cultura di massa
Su Cicero venne pubblicato un libro-memoria di Ludwig Moyzisch nel 1950 intitolato Der Fall Cicero. Dodici anni dopo, nel 1962, un altro libro su di lui, I was Cicero, venne pubblicato dallo stesso Elyesa Bazna.
Un film su questi eventi, basato sul libro Operation Cicero di L.C. Moyzisch, fu prodotto dalla 20th Century Fox nel 1951. Fu intitolato 5 Fingers (titolo italiano: Operazione Cicero), diretto da Joseph L. Mankiewicz, e Bazna, rinominato Ulysses Diello, fu interpretato da James Mason.
La vita di Elyesa Bazna è romanzata nello sceneggiato televisivo Accadde ad Ankara del 1979, per la regia di Mario Landi.